# Monzingen
Monzingen là một đô thị thuộc huyện Bad Kreuznach trong bang Rheinland-Pfalz, phía tây nước Đức. Đô thị Monzingen có diện tích 12,18 km², dân số thời điểm ngày 31 tháng 12 năm 2006 là 1890 người.